# Saison 1950-1951 de l'AS Saint-Étienne
Chronologie
Saison précédente Saison suivante
Cet article fournit diverses informations sur la saison 1950-1951 de l'AS Saint-Étienne, un club de football français basé à Saint-Étienne (Loire).

## Résumé de la saison
- Le nouveau comité de sauvetage fait appel à des dons étant donné les grosses difficultés financières du club. Le maire de Saint-Etienne, Alexandre de Fraissinette, demande une intervention de la ville[Quoi ?], qui vient d'être élue "Ville la plus sportive de France". Le sauvetage sera en fait provoqué par le voisin lyonnais, qui propose de racheter les contrats de plusieurs joueurs qui l'intéresse fortement. Cet intérêt lyonnais pique au vif le conseil municipal de la ville, qui, finalement, fait bloc et décide d'octroyer 10 millions de francs sous forme de prêts et de subventions[1].
- Retour, à la suite du conseil municipal extraordinaire, de Pierre Guichard à la tête du club.
- L’accent est mis sur la formation avec le retour au club de Jean Snella en tant qu’entraîneur, ce qui n'empêche pas de faire de belles affaires au niveau des transferts. On note par exemple le retour de Jean Tamini et l’arrivée du Néerlandais Kees Rijvers.
- Les Verts vont faire une belle première partie de saison en terminant 3e à l’issue des matchs aller. Le début des matchs retour est excellent avec 3 victoires d’affilée et une première place au classement durant 3 journées. C’est la première fois de son histoire que l'ASSE est leader du championnat de D1. Lors des matchs retour, il y a un terrible 7-0 encaissé à Marseille.
- Enfin, l’ASSE se hisse jusqu’en demi-finale de la Coupe de France. C’est également une première.

## Équipe professionnelle

### Transferts
Sont considérés comme arrivées, des joueurs n’ayant pas joué avec l’équipe 1 la saison précédente.
| Nom               | Nationalité | Poste     | Transfert | Provenance/Destination   | Division   |
| ----------------- | ----------- | --------- | --------- | ------------------------ | ---------- |
| Arrivées          |             |           |           |                          |            |
| Antoine Rodriguez |             | Attaquant | Transfert | FC Girondins de Bordeaux | Division 1 |
| Léon Alpsteg      |             | Attaquant | Transfert | Olympique d'Alès         | Division 2 |
| Charles Créteur   |             | Gardien   | Transfert | SR Colmar                | -          |
| Victor Mathieu    |             | Défenseur | -         | -                        | -          |
| Jean Tamini       |             | Attaquant | Transfert | Servette Genève          | -          |
| Jacques Schramm   |             | Défenseur | -         | -                        | -          |
| Kees Rijvers      |             | Attaquant | Transfert | NAC Breda                | -          |
| Départs           |             |           |           |                          |            |
| Eugène Verbrugghe |             | Gardien   | Transfert | Cannes                   | Division 2 |
| Valentin Navarro  |             | Défenseur | Transfert | Olympique d'Alès         | Division 2 |
| Roger Vialleron   |             | Milieu    | Transfert | AS Monaco FC             | Division 2 |
| Michel Rathier    |             | Milieu    | -         | -                        | -          |
| René Hanus        |             | Attaquant | Transfert | Olympique d'Alès         | Division 2 |
| Paul Boyer        |             | Attaquant | -         | -                        | -          |
| Guy Cury          |             | Attaquant | -         | -                        | -          |

### Championnat

#### Matchs allers
| Date       | N o | Adversaire               | Lieu | Résultat | Buteurs pour Saint-Étienne                                        | Points | Classement |
| ---------- | --- | ------------------------ | ---- | -------- | ----------------------------------------------------------------- | ------ | ---------- |
| 27/08/1950 | J01 | Stade rennais UC         | Ext. | 6 - 0    | -                                                                 | 0      | 18         |
| 03/09/1950 | J02 | RC Lens                  | Dom. | 4 - 1    | Gomez 19e, Michlowski 57e 64e                                     | 2      | 12         |
| 10/09/1950 | J03 | OGC Nice                 | Ext. | 0 - 0    | -                                                                 | 3      | 11         |
| 17/09/1950 | J04 | Nîmes Olympique          | Dom. | 1 - 1    | Gomez 12e                                                         | 4      | 11         |
| 21/09/1950 | J05 | FC Nancy                 | Dom. | 3 - 1    | Huguet 40e (pen.), Michlowski 59e , Alpsteg L. 75e                | 6      | 8          |
| 24/09/1950 | J06 | Stade de Reims           | Ext. | 0 – 0    | -                                                                 | 7      | 6          |
| 01/10/1950 | J07 | FC Sochaux               | Ext. | 0 - 2    | Tamini 1re, Gomez 80e                                             | 9      | 5          |
| 08/10/1950 | J08 | Olympique de Marseille   | Dom. | 1 - 2    | Huguet 75e (pen.)                                                 | 9      | 7          |
| 15/10/1950 | J09 | CO Roubaix-Tourcoing     | Ext. | 2 - 2    | Huguet 86e (pen.), Tamini 89e                                     | 10     | 9          |
| 22/10/1950 | J10 | RC Paris                 | Dom. | 2 - 1    | Domingo 43e, Tamini 77e                                           | 12     | 6          |
| 29/10/1950 | J11 | FC Sète                  | Ext. | 4 - 1    | Tamini 44e                                                        | 12     | 9          |
| 05/11/1950 | J12 | Le Havre AC              | Dom. | 1 - 0    | Tamini 52e                                                        | 14     | 6          |
| 12/11/1950 | J13 | Toulouse FC              | Ext. | 3 - 2    | Alpsteg R 19e, Domingo 37e                                        | 14     | 9          |
| 19/11/1950 | J14 | RC Strasbourg            | Ext. | 2 - 6    | Tamini 23e 25e 29e, Ferry 30e, Cuissard 40e, Fernandez 80e        | 16     | 7          |
| 26/11/1950 | J15 | FC Girondins de Bordeaux | Dom. | 1 - 0    | Mustapha 5e (csc)                                                 | 18     | 5          |
| 03/12/1950 | J16 | Stade français FC        | Ext. | 4 - 0    | -                                                                 | 18     | 7          |
| 17/12/1950 | J17 | Lille OSC                | Dom. | 5 - 1    | Domingo 2e, Tamini 9e, Alpsteg R. 61e, Alpsteg L. 73e, Huguet 84e | 20     | 3          |

#### Matchs retours
| Date       | N o | Adversaire               | Lieu | Résultat | Buteurs pour Saint-Étienne                 | Points | Classement |
| ---------- | --- | ------------------------ | ---- | -------- | ------------------------------------------ | ------ | ---------- |
| 24/12/1950 | J18 | Stade rennais UC         | Dom. | 3 - 0    | Alpsteg L. 1re, Michlowski 29e, Tamini 46e | 22     | 1          |
| 31/12/1950 | J19 | RC Lens                  | Ext. | 2 - 3    | Alpsteg L. 5e, Gomez 61e, Huguet 73e       | 24     | 1          |
| 20/01/1951 | J20 | OGC Nice                 | Dom. | 3 - 2    | Michlowski 32e, Rijvers 48e, Cuissard 84e  | 26     | 1          |
| 21/01/1951 | J21 | Nîmes Olympique          | Ext. | 0 - 1    | -                                          | 26     | 2          |
| 28/01/1951 | J22 | FC Nancy                 | Ext. | 4 - 2    | Alpsteg L. 23e, Gomez 66e                  | 26     | 3          |
| 11/02/1951 | J23 | Stade de Reims           | Dom. | 1 – 1    | Huguet 20e (pen.)                          | 27     | 3          |
| 18/02/1951 | J24 | FC Sochaux               | Dom. | 3 - 0    | Alpsteg L. 62e, Gomez 67e, Rijvers 87e     | 29     | 2          |
| 04/03/1951 | J25 | Olympique de Marseille   | Ext. | 7 - 0    | -                                          | 29     | 4          |
| 11/03/1951 | J26 | CO Roubaix-Tourcoing     | Dom. | 3 - 0    | Michlowski 47e, Alpsteg L. 64e, Gomez 78e  | 31     | 3          |
| 24/03/1951 | J27 | RC Paris                 | Ext. | 2 – 2    | Gomez 18e 81e                              | 32     | 4          |
| 01/04/1951 | J28 | FC Sète                  | Dom. | 0 - 2    | -                                          | 32     | 5          |
| 08/04/1951 | J29 | Le Havre AC              | Ext. | 4 - 1    | Huguet 77e (pen.)                          | 32     | 7          |
| 22/04/1951 | J30 | Toulouse FC              | Dom. | 4 - 0    | Alpsteg R 17e 44e 57e 70e                  | 34     | 6          |
| 29/04/1951 | J31 | RC Strasbourg            | Dom. | 1 – 1    | Huguet 28e (pen.)                          | 35     | 7          |
| 06/05/1951 | J32 | FC Girondins de Bordeaux | Ext. | 1 - 0    | -                                          | 35     | 8          |
| 20/05/1951 | J33 | Stade français FC        | Dom. | 3 - 0    | Alpsteg R. 42e 75e, Rijvers 88e            | 37     | 7          |
| 27/05/1951 | J34 | Lille OSC                | Ext. | 4- 3     | Alpsteg R. 8e 26e, Tamini 62e              | 37     | 7          |

#### Classement final
| Rang | Équipe                     | Pts | J  | G  | N  | P  | Bp | Bc | GA    |
| ---- | -------------------------- | --- | -- | -- | -- | -- | -- | -- | ----- |
| 1    | OGC Nice                   | 41  | 34 | 18 | 5  | 11 | 73 | 46 | 1,587 |
| 2    | Lille OSC                  | 41  | 34 | 17 | 7  | 10 | 57 | 43 | 1,326 |
| 3    | Le Havre AC P              | 40  | 34 | 18 | 4  | 12 | 59 | 43 | 1,372 |
| 4    | Stade de Reims             | 40  | 34 | 15 | 10 | 9  | 61 | 50 | 1,22  |
| 5    | Nîmes Olympique P          | 40  | 34 | 16 | 8  | 10 | 64 | 53 | 1,208 |
| 6    | FC Girondins de Bordeaux T | 37  | 34 | 14 | 9  | 11 | 58 | 49 | 1,184 |
| 7    | AS Saint-Étienne           | 37  | 34 | 15 | 7  | 12 | 63 | 59 | 1,068 |
| 8    | Olympique de Marseille     | 36  | 34 | 11 | 14 | 9  | 60 | 46 | 1,304 |
| 9    | RC Strasbourg C            | 34  | 34 | 14 | 6  | 14 | 49 | 58 | 0,845 |
| 10   | CO Roubaix-Tourcoing       | 32  | 34 | 12 | 8  | 14 | 55 | 53 | 1,038 |
| 11   | FC Nancy                   | 32  | 34 | 13 | 6  | 15 | 66 | 66 | 1     |
| 12   | FC Sochaux                 | 32  | 34 | 13 | 6  | 15 | 52 | 56 | 0,929 |
| 13   | RC Paris                   | 32  | 34 | 12 | 8  | 14 | 53 | 59 | 0,898 |
| 14   | Stade rennais UC           | 31  | 34 | 13 | 5  | 16 | 63 | 69 | 0,913 |
| 15   | FC Sète                    | 30  | 34 | 12 | 6  | 16 | 47 | 53 | 0,887 |
| 16   | RC Lens                    | 29  | 34 | 10 | 9  | 15 | 59 | 77 | 0,766 |
| 17   | Toulouse FC                | 27  | 34 | 10 | 7  | 17 | 39 | 64 | 0,609 |
| 18   | Stade français FC          | 21  | 34 | 7  | 7  | 20 | 38 | 72 | 0,528 |

Victoire à 2 points
Résultat
- Champion de France 1950-1951
- Vice-champion de France 1950-1951, qualifié pour la Coupe Latine

Relégation
- 15e et 16e : barrage de relégation en Division 2
- 17e et 18e : relégation en Division 2

Abréviations
T : Tenant du titre

C : Vainqueur de la Coupe de France 1950-51

P : Promus de Division 2
- En cas d'égalité entre deux clubs, le premier critère de départage est la moyenne de buts.
- Le Lille OSC, second, est qualifié pour la Coupe Latine à la suite du refus de l'OGC Nice de participer à cette coupe.
- Montent en D1 : Olympique lyonnais, FC Metz
- À l'issue du mini-championnat de barrages, le RC Lens et le FC Sète conservent leur place en première division au détriment du RCFC Besançon et du FC Rouen.

### Coupe de France

#### Tableau récapitulatif des matchs
| Date       | N o              | Adversaire            | Lieu                           | Résultat | Buteurs pour Saint-Étienne             | Suite                           |
| ---------- | ---------------- | --------------------- | ------------------------------ | -------- | -------------------------------------- | ------------------------------- |
| 08/01/1951 | 32èmes de finale | CO Roubaix-Tourcoing  | Stade Yves du Manoir, Colombes | 1 - 0    | Michlowski 47e                         | Qualifiés pour les 16èmes       |
| 04/02/1951 | 16èmes de finale | SO Merlebach          | Stade de l'Aube, Troyes        | 3 - 0    | Rijvers 43e, Tamini ?, Gomez 89e       | Qualifiés pour les 8èmes        |
| 25/02/1951 | 8èmes de finale  | CS Sedan-Ardennes     | Stade Auguste-Delaune, Reims   | 3 - 1    | Gomez 3e, Rijvers 5e, Tamini 10e       | Qualifiés pour les quarts       |
| 18/03/1951 | ¼ de finale      | Le Havre AC           | Stade Vélodrome, Marseille     | 0 - 0    | -                                      | A rejouer                       |
| 29/03/1951 | ¼ de finale      | Le Havre AC           | Parc des Princes, Paris        | 0 - 0    | -                                      | A rejouer                       |
| 05/04/1951 | ¼ de finale      | Le Havre AC           | Stade Yves du Manoir, Colombes | 5 - 1    | Tamini 20e 22e 42e 56e, Michlowski 60e | Qualifiés pour les demi-finales |
| 15/04/1951 | ½ finale         | US Valenciennes-Anzin | Stade Yves du Manoir, Colombes | 1 - 3    | Huguet 74e                             | Éliminés                        |

### Statistiques

#### Buteurs
| Place | Nom              | Division 1 | Coupe de France | TOTAL des BUTS |
| 1     | Jean Tamini      | 11 buts    | 6 buts          | 17 buts        |
| 2     | Victor Gomez     | 9 buts     | 2 buts          | 11 buts        |
| 3     | René Alpsteg     | 10 buts    | -               | 10 buts        |
| 3     | Guy Huguet       | 9 buts     | 1 but           | 10 buts        |
| 5     | Karel Michlowski | 6 buts     | 2 buts          | 8 buts         |
| 6     | Léon Alpsteg     | 7 buts     | -               | 7 buts         |
| 7     | Kees Rijvers     | 3 buts     | 2 buts          | 5 buts         |
| 8     | René Domingo     | 3 buts     | -               | 3 buts         |
| 9     | Antoine Cuissard | 2 buts     | -               | 2 buts         |
| 10    | Koczur Ferry     | 1 but      | -               | 1 but          |
| 10    | Manuel Fernández | 1 but      | -               | 1 but          |
| #     | contre son camp  | 1 but      | -               | 1 but          |
| Total | 11 buteurs       | 63 buts    | 13 buts         | 76 buts        |

Il manque les buteurs en Coupe de France contre Merlebach, Sedan et Le Havre, soit 11 buts.
Date de mise à jour : le 7 octobre 2014.

#### Affluences
Affluence de l'AS Saint-Étienne à domicile

### Équipe de France
3 Stéphanois aura les honneurs de l’Équipe de France cette année Guy Huguet Antoine Cuissard et René Alpsteg qui auront chacun respectivement 6, 5 et 2 sélections en Équipe de France cette saison-là.
| Joueurs          | Position  | Date       | Lieu     | Adversaire      | Score | Temps de jeu | Buts |
| Guy Huguet       | Défenseur | 10.12.1950 | Colombes | Pays-Bas        | 5 - 2 | 90           | -    |
| Guy Huguet       | Défenseur | 06.02.1951 | Paris    | Yougoslavie     | 2 - 1 | 90           | -    |
| Guy Huguet       | Défenseur | 12.05.1951 | Belfast  | Irlande du Nord | 2 - 2 | 90           | -    |
| Guy Huguet       | Défenseur | 16.05.1951 | Glasgow  | Écosse          | 1 - 0 | 90           | -    |
| Guy Huguet       | Défenseur | 03.06.1951 | Gênes    | Italie          | 4 - 1 | 90           | -    |
| Antoine Cuissard | Milieu    | 10.12.1950 | Colombes | Pays-Bas        | 5 - 2 | 90           | -    |
| Antoine Cuissard | Milieu    | 06.02.1951 | Paris    | Yougoslavie     | 2 - 1 | 90           | -    |
| Antoine Cuissard | Milieu    | 12.05.1951 | Belfast  | Irlande du Nord | 2 - 2 | 90           | -    |
| Antoine Cuissard | Milieu    | 16.05.1951 | Glasgow  | Écosse          | 1 - 0 | 90           | -    |
| Antoine Cuissard | Milieu    | 03.06.1951 | Gênes    | Italie          | 4 - 1 | 90           | -    |
| René Alpsteg     | Attaquant | 16.05.1951 | Glasgow  | Écosse          | 1 - 0 | 90           | -    |
| René Alpsteg     | Attaquant | 03.06.1951 | Gênes    | Italie          | 4 - 1 | 90           | -    |